# شركاء في الجريمة
شركاء في الجريمة Partners in crime (المنشورة في 1929) مجموعة قصصية للكاتبة أجاثا كريستي، يقوم تومي وتوبينس بالتحقيق فيها؛ تتكون المجموعة 15 فصلًا .
نشرت شركة دود وميد مجموعة شركاء في الجريمة لأول مرة في الولايات المتحدة في عام 1929، بينما نشرت شركة وليام كولنز وأبناؤه المجموعة في المملكة المتحدة في 16 سبتمبر من نفس العام. بيعت النسخة الواحدة في الولايات المتحدة الأمريكية مقابل دولارين أمريكيين، وبيعت النسخة البريطانية مقابل سبعة شلنات وستة بنسات. نُشرت جميع القصص في المجلات قبل نشر المجموعة. تتحدث القصص عن مغامرات بطلاها المحققان تومي وتوبينس بيريسفورد الذين ذكرا لأول مرة في رواية العدو الغامض في عام 1922.
ترتبط قصص هذه المجموعة بموضوع مشترك، وكذلك تضم مجموعة قصص بوليسية قصيرة ضمن رواية بوليسية.
لاقت المجموعة استقبالًا جيدًا من الجمهور بعد النشر، ووصفها المراجعون بأنها «المجموعة الأكثر تشويقًا» وبأنها «قصص ساخرة ظريفة» وأنها «مسلية بما فيه الكفاية». أشار أحدهم إلى محور القصص قائلًا: «من خلال امتلاك محققين اثنين ينجحان بالتناوب عادةً، أعطتنا كريستي شخصيات محبطة وأقل ذكاءً من العزيز واطسون»، وقيل أيضًا إن مهارتها الأدبية كافية لأسلوب القصص البوليسية المعروف. على الرغم من نسيان كتاب عشرينيات القرن العشرين الساخرين، علقت مراجعة في عام 1990 بما يلي: «لم تكن القصص الساخرة ذكية بدرجة كافية لتكون مهمة» لكنها لم تمنع من التمتع بالقصص. أشارت أيضًا إلى أن حبكة إحدى القصص بعنوان «منزل الموت المتربص» تتوقع أحداث رواية بوليسية نُشرَت في عام 1930 من قبل دوروثي سايرز.

## الحبكة
تبدأ المجموعة بشكوى توبنس من الرتابة في حياتها ولكن باب الحظ يفتح لها ولزوجها مهووس الروايات البوليسية عندما يأت الرئيس السيد كارتر ويقدم له العمل في وكالة تحريات دولية بدل السيد ثيودر بلانت المحتجز ويبدأ العمل حيث يتظاهر كل مرة بالعمل الدؤوب مع شرطة سكوتلاند يارد وأيضا يمثل في كل قضية دور أحد رجال التحري المشهورين في الروايات البوليسية ويبدأ بتمثيل دور شيرلوك هولمز وينتهي به الأمر ليمثل دور هيركيول بوارو , تكون القضية الأولى مختلقة من قبل توبنس لتجعل الوكالة شهيرة أما بقية القضايا فتكون قوية وخطيرة ما عدا قضية السيدة المفقودة التي يقول تومي عنها لتوبنس : 
| شركاء في الجريمة | أرجوك أن تعملي لي معروفا بعدم إضافة هذه القضية إلى سجل إنجازاتنا فليست فيها أي خصائص مميزة أبدا. | شركاء في الجريمة |

وينتهي بهما الأمر بتقاعد السيد والسيدة بيرسفورد لإنجاب طفل.

## الشخصيات الرئيسة
- تومي بيرسفورد، متحري، يعمل في المخابرات، منتحل شخصية ثيودر بلانت .
- توبنس بيرسفورد، زوجة المتحري، منتحلة شخصية الآنسة روبنسون سكرتيرة بلانت .
- ألبرت، خادم تومي وتوبنس بيرسفورد.
- الرئيس كارتر، رئيس المخابرات.
- الرائد ماريوت، مفتش استكلنديارد.

## عناوين فصول الكتاب[4]
- الفصل الأول: جنية في الشقة. (بالإنجليزية: A Fairy in the Flat)
- الفصل الثاني: إبريق شاي. (بالإنجليزية: A Pot of Tea)
- الفصل الثالث: مسألة اللؤلؤة الوردية. (بالإنجليزية: The Affair of the Pink Pearl)
- الفصل الرابع: مغامرة الغريب الشرير. (بالإنجليزية: The Adventure of the Sinister Stranger)
- الفصل الخامس: الفوز على الملك. (بالإنجليزية: Finessing the King/The Gentleman Dressed in Newspaper)
- الفصل السادس: قضية السيدة المفقودة. (بالإنجليزية: The Case of the Missing Lady)
- الفصل السابع: عصا الضرير. (بالإنجليزية: Blindman's Buff)
- الفصل الثامن: رجل في الضباب. (بالإنجليزية: The Man in the Mist)
- الفصل التاسع: المزيف. (بالإنجليزية: The Crackler)
- الفصل العاشر: لغز ساننغديل. (بالإنجليزية: The Sunningdale Mystery)
- الفصل الحادي عشر: بيت الموت المترصد. (بالإنجليزية: The House of Lurking Death)
- الفصل الثاني عشر: دليل غياب لا يمكن دحضه. (بالإنجليزية: The Unbreakable Alibi)
- الفصل الثالث عشر: ابنة الكاهن. (بالإنجليزية: The Clergyman's Daughter / The Red House)
- الفصل الرابع عشر: حذاء السفير. (بالإنجليزية: The Ambassador's Boots)
- الفصل الخامس عشر: الرجل الذي كان الرقم 16. (بالإنجليزية: The Man Who Was No. 16)

## الاقتباسات السينمائية والتلفزيونية والمسرحية

### في العروض التلفزيونية
عُرِضَت قضية السيدة المفقودة من شركاء في الجريمة على أنها الحلقة الثانية عشرة من مسلسل مسرح ناش إيرفليت في يوم الخميس 7 ديسمبر من عام 1950 (ربما تحت عنوان اختفاء السيدة غوردان)؛ إذ  بُثَّت الحلقة التي استمرت  لمدة 30 دقيقة على شبكة سي بي إس في الساعة 10:30 مساءً من توقيت مدينة نيويورك. توجد روايات متباينة حول من قام بدور البطولة في الاقتباس. يقول بيتر هاينينغ إن النجوم كانوا باربرا بيل جيديس بدور توبينس ولي بومان بدور تومي، لكن تقول مصادر أخرى إن النجوم كانوا رونالد ريغان وكلوريس ليتشمان. قام مارك دانييلز بمهمة التأليف وإخراج.
يوجد اقتباس تلفزيوني آخر في عام 1983 من عشر حلقات أنتجه تلفزيون لندن ويكند مع قيام جيمس وارويك بدور تومي وفرانشيسكا أنيس بدور توبينس وريس دينزديل بدو ألبيرت. بُثَّ الاقتباس التلفزيوني لأول مرة في المملكة المتحدة بين 16 أكتوبر من عام 1983 و14 يناير من عام 1984.
اقتبس تلفزيون بي بي سي في عام 2015 قصتي «العدو الغامض»  و«ن أو م؟» كجزئين وثلاثة أجزاء من بطولة ديفيد واليامز وجيسيكا راين. بُثَّت سلسلة من ستة أجزاء بعنوان شركاء في الجريمة (مسلسل تلفزيوني في المملكة المتحدة) في 26 يوليو من عام 2015 في المملكة المتحدة.

### الراديو
اقتُبِسَت قصص شركاء في الجريمة في مسلسل إذاعي مكون من 13 جزء، وبُثَّ على إذاعة بي بي سي في لندن وميدلاند واسكتلندا من الاثنين 13 أبريل إلى الاثنين 13 يوليو من عام 1953. كانت الحلقات التي استغرقت نصف ساعة من بطولة ريتشارد أتينبورو في دور تومي وشيلا سيم في دور توبينس مع الاستفادة من دور الممثلين كأبطال في قصة مصيدة الفئران. أدى دور ألبرت أوسكار كويتاك في جميع الحلقات.
كان هذا أول اقتباس إذاعي لقصص كريستي في المملكة المتحدة، بصرف النظر عن اقتباس «عشرة زنوج صغار» في عام 1948.

## الترجمة العربية
- شركاء في الجريمة - دار الأجيال للنشر.[9]
- شركاء في الجريمة - مكتبة جرير.[10]
- العميل السري - ترجمة محمد عبد المنعم جلال وصدرت من مكتبة المعروف. تحتوي على 12 قصة فقط (200 صفحة).[11][12]

## روابط خارجية
- شركاء في الجريمة على موقع IMDb (الإنجليزية)